# 혼다 인사이트
혼다 인사이트(Honda Insight)는 혼다 기연 공업이 만든 하이브리드 차량이다.

## 1세대

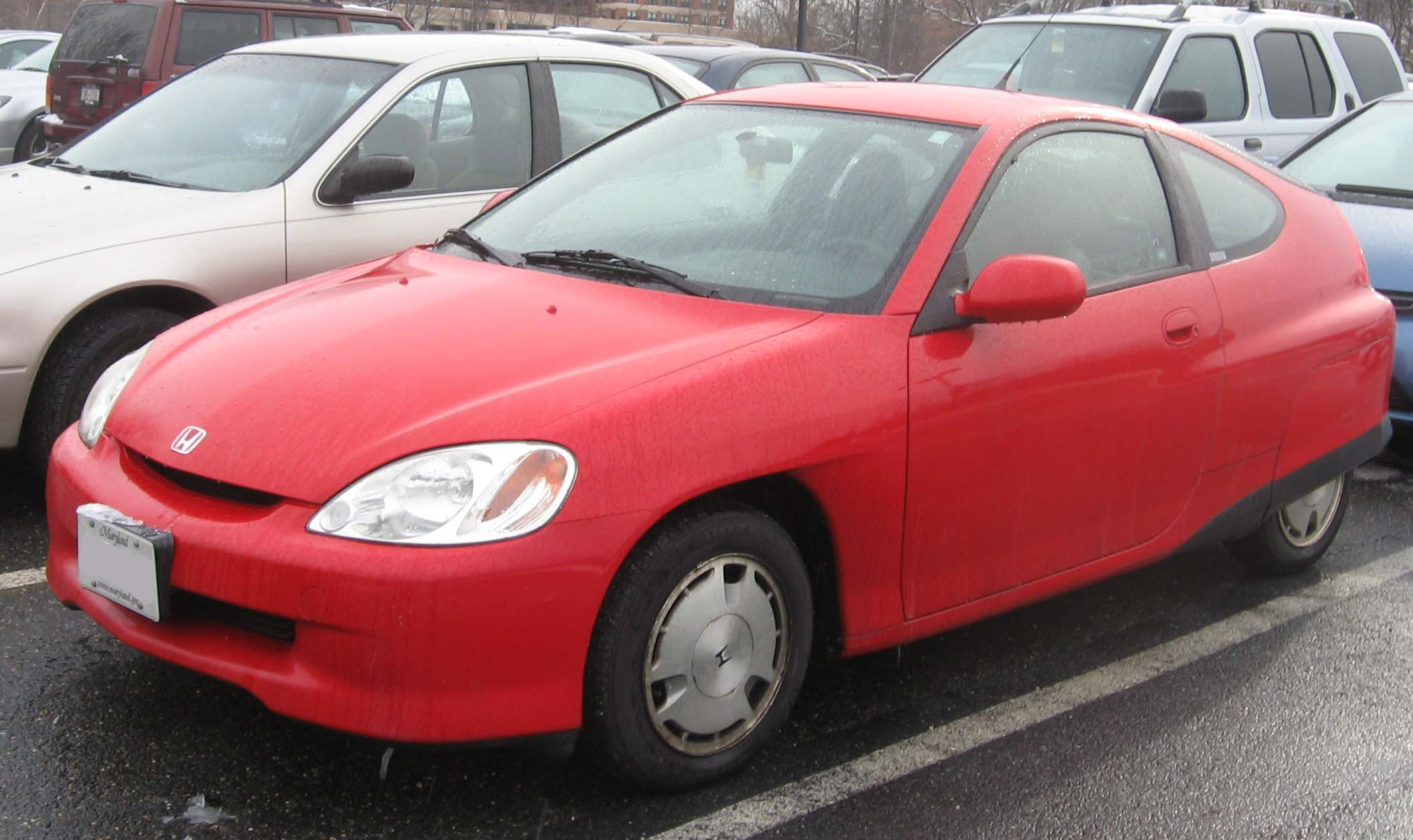
혼다 인사이트(1세대) 정측면

1999년 11월에 출시되었으며, 세계 최고 수준의 연비를 목표로 개발되었다. 2인승의 컴팩트한 차체에, 리어 휠 스커트를 채용하는 등 공기 저항을 줄이기 위한 설계를 통해 공기 저항 계수는 0.25였다. 차체는 NSX에서 선보였던 것을 한층 더 진화시킨 알루미늄 프레임이 적용되었다. ECA형 995cc 직렬 3기통 SOHC VTEC 엔진과 어시스트용 박형 DC브러시리스 모터가 적용되었으며, 혼다는 이 시스템에 IMA라는 이름을 붙였다. 5단 수동변속기와 무단 자동변속기 (CVT)가 장착되었다. 2006년 9월에 후속 차종 없이 단종되었으며, 2010년에 출시된 CR-Z는 3도어 하이브리드 차량인 부분에 있어 1세대 인사이트를 연상시킨다.

## 2세대

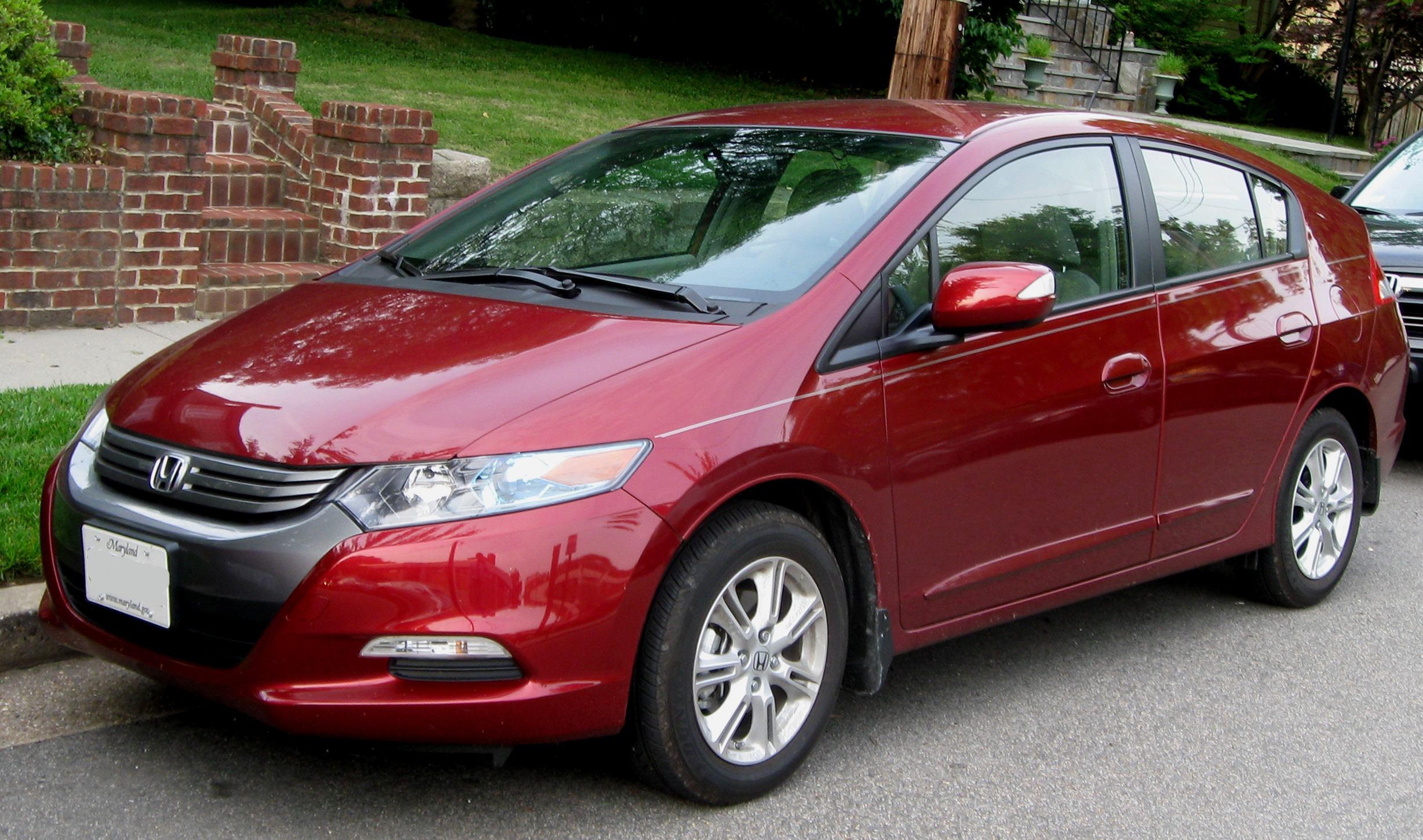
혼다 인사이트(2세대) 정측면

2009년에 출시된 2세대는 1세대와 비교하면 5인승, 5도어라는 점 등이 다르다. 당초 다른 차명을 쓸 계획이었지만 해외 법인의 요청에 의해서 다시 인사이트라는 차명을 썼다. 알루미늄 프레임 차체를 적용하지 않았으나 최대한 경량화했다. 탑재되는 IMA를 구성하는 엔진은 직렬 4기통 LDA형 1,339cc SOHC i-VTEC i-DSI 엔진으로, 시빅 하이브리드와 같은 형식이나, i-VTEC은 가변 실린더 시스템으로서만 기능한다. 1세대에 있던 5단 수동변속기는 없고 무단 자동변속기만 장착되었다. 대한민국에서는 2010년부터 공식적으로 판매를 개시하였으나, 판매 부진에 따라 2012년에 수입을 중지하였다. 세계적으로는 2014년에 후속 차종 없이 단종되었다.

## 3세대

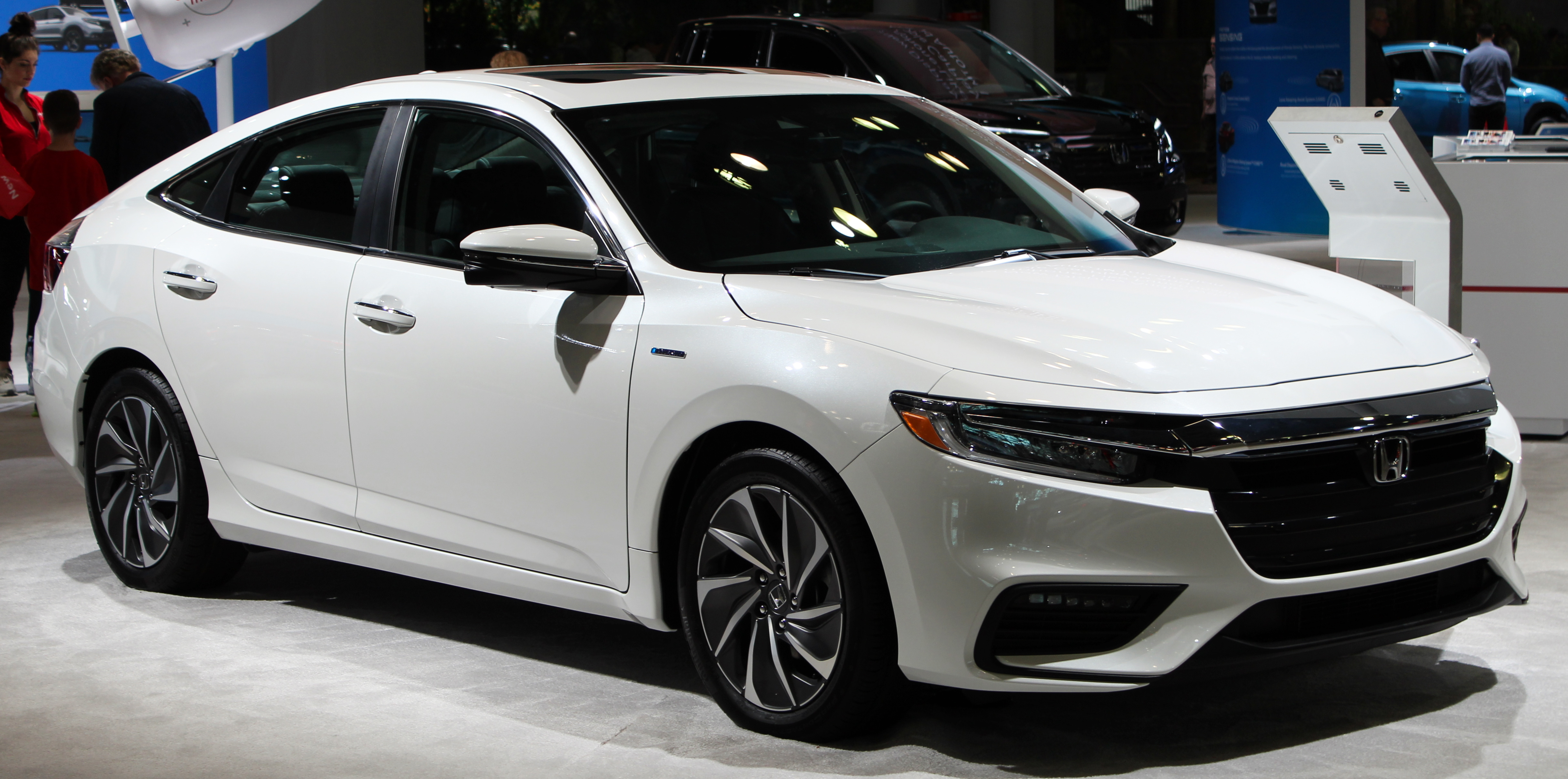
혼다 인사이트(3세대) 정측면

2018년 1월에 북미 국제 오토쇼를 통해 공개되었고, 6월 29일에 북아메리카에서 먼저 출시되었다. 북아메리카 사양은 미국 인디애나주 그린스버그에서 현지 생산중이다. 2인승 3도어였던 1세대, 5인승 5도어였던 2세대와는 달리 3세대는 5인승 4도어 패스트백 형태로 탈바꿈하였다. 1.5리터의 앳킨슨 사이클 엔진이 장착됐다. 2모터 하이브리드를 사용하는데, 엔진과 바퀴 사이에 모터-유성기어시스템의 e-CVT가 들어가는 것이 아니라 변속기가 아예 없는 것이 특징이다. 이 모터는 저속으로 달릴 때 엔진이 발전기를 돌려 그 전기로 모터를 구동하는 직렬 하이브리드이며, 고속주행할 때는 엔진이 바퀴에 직접 연결되는 병렬 하이브리드 형태로 변한다. 2018년 12월 14일에 일본 내수용으로도 선보였다. 2022년 4월에는 단종이 예고됐으며, 7월에 시빅 하이브리드에 통합되는 형식으로 단종되었다.

## 같이 보기
- 혼다 CR-Z